# Sabanejewia kubanica
Sabanejewia kubanica es una especie de pez de la familia Cobitidae en el orden de los Cypriniformes.

## Distribución geográfica
Se encuentra en Rusia.